# مجروح جنگی (فیلم)
مجروح جنگی فیلمی به کارگردانی اصغر نصیری و نویسندگی انسیه شاه حسینی محصول سال ۱۳۷۷ است.

## خلاصه داستان
در جریان حمله عراق به ایران، یکی از روستاهای کردنشین شناسایی می‌شود و قرار می‌شود یک گروه از نیروهای عراقی به روستای مزبور حمله کند. آنها قصد دارند با زدن زاغه‌های مهمات، سکوی موشکی خودشان را به آن منطقه برای حمله به شهرهای غرب ایران منتقل کنند. سید قاسم خرم‌دره همراه تعدادی از بسیجی‌های رزمنده برای شناسایی و نجات روستاییان، عازم آن منطقه می‌شود ولی عملیاتشان توسط نیروهای ضدانقلاب لو می‌رود و محاصره می‌شوند. از طرفی، در مقر فرماندهی ایران، تصمیم گرفته می‌شود با توجه به دشواری راه آن توسط نیروهای متخصص، از سبحان که از دوستان خرم دره بوده و از افراد متخصص نیز هست، دعوت به همکاری می‌کند. سبحان نیز با انتخاب همراهان خود — مرتضی، جواد، جمال، حسین و رسول — برای رهایی خرم‌دره و اهالی روستا عازم آن مناطق می‌شوند. در نبرد سختی بین نیروهای عراقی، به رغم شهادت تعدادی از رزمندگان از جمله سید قاسم خرم‌دره، روستاییان از چنگ دشمن رهایی می‌یابند.

## بازیگران
- عبدالرضا آشتیانی
- رسول توکلی
- سیدمحسن خرم دره
- هوشنگ منصورخاکی
- محمد جوزانی
- علی نظری
- عباس مختاری
- خسرو خانمحمدی
- محمدرضا علی‌زاده
- محمدرضا داداشی
- محمد راموز
- داوود خلیلی
- بهروز پیروزیان
- اکبر آبدیده
- محسن شاهرخی
- صفدر سیاهپوش
- رحیم مهدی خانی
- مصطفی رستمی
- محمد مرادزاده
- عباس یوسفیان
- احمد محمدزاده
- مرتضی کاظمی
- سیدکاظم خرم دره
- مهناز فلاحت پیشه
- سیما پرنور
- محمد همراه
- سیدناصر خرم دره
- قادر ایمانوردی
- حسن خرم دره
- سیدرضا خرم دره
- حسن فرخی
- مهدی آبدیده
- قنبر حامد
- جلیل علی‌زاده
- اسماعیل مهریان
- قادر حسن‌زاده
- توحید سلیمی
- وحید محمدی
- محمد خدابنده
- حسین فرخی
- جعفر سماعی
- علی عزیزی
- اکبر غلامی
- امیر غلامی
- محمود شادفر
- محمد بلندمرتبه